# Camille Joset (1879-1958)
Pour les articles homonymes, voir Camille Joset.
Camille Joset né le 14 décembre 1879 à Soumagne et décédé le 30 décembre 1958 à Etterbeek est un journaliste, haut fonctionnaire et héros de la Résistance de la Première et de la Seconde Guerre mondiale.

## Biographie
Mathieu François Camille Joset ou Camille Joset, né le 14 décembre 1879, est le fils de Jean Alfred Joset, négociant, et de Marie Fafchamps. Le 14 juin 1904, il épouse Marie Lucie Ligier, d'origine française, qui lui donne quatre fils dont Camille-Jean Joset, futur professeur d'université.
Il fait ses études au collège impérial Marie-Thérèse de Herve, au Petit Séminaire de Saint-Trond où il étudie la philosophie thomiste et à l'Université de Liège où il fait une candidature en Sciences naturelles.
Il commence une carrière de journaliste et est engagé en 1901 comme secrétaire de rédaction à la « La Dépêche » à Liège. En 1902, il quitte Liège pour Arlon et pour y prendre la direction de « L'Avenir du Luxembourg », journal traditionnellement lié au monde chrétien.
Il s'engage alors dans la démocratie chrétienne et est élu conseiller communal en 1911 pour le parti catholique à Arlon. L'année suivante, il est élu conseiller provincial dans le canton d'Arlon.
Dès le début de la Première Guerre mondiale, il s'engage comme volontaire dans l'armée belge et est attaché au gouvernement militaire de la province de Luxembourg. À la suite de l'occupation allemande de la Belgique, il s'occupe de l'organisation les services de renseignements anglo-belges dans le Luxembourg. Il est arrêté par les Allemands et condamné à mort le 15 avril 1915. Sa peine est ensuite commuée en travaux forcés puis en réclusion à perpétuité par les autorités allemandes.
Il est libéré après l'Armistice de 1918 et déménage à Bruxelles. Il est nommé successivement directeur du service de presse au ministère des Chemins de fer, Postes et Télégraphes en  1919, président de l'Association des villes belges et Haut Commissaire Royal à la reconstruction de la province du Luxembourg de 1920 à 1922. 
Atteint de sclérose en plaques, il est admis à la retraite anticipée en juillet 1934 et, en 1935, il est complètement paralysé des membres inférieurs. 
Dès 1939, il organise avec son fils Camille-Jean Joset, un réseau d'informateurs dans la Province de Luxembourg munis d'émetteurs radios pour le compte du Secret Intelligence Service anglais. Le 4 janvier 1941, son service d'espionnage fusionne avec le directoire national du Mouvement national belge dont il reprend le commandement national après l'arrestation d'Aimé Dandoy survenue le 23 octobre 1941. Il est également rédacteur en chef de  « La Voix des Belges » . À son tour arrêté par la Gestapo, le 27 avril 1942, il reste trois années prisonnier, mis au secret sous le régime Nacht und Nebel. À sa suite, Raymond Defonseca reprend la tête du Mouvement national belge. Camille Joset sera libéré à la suite de l'avance alliée, printemps 1945.
En 1947, il est nommé lieutenant-colonel de la Résistance et est élu président du Conseil national de la Résistance. De même, il fonde en 1948 un home destiné aux victimes de la Résistance. 
Camille Joset était l'auteur de nombreux ouvrages pour lesquels l'Académie française lui avait décerné la médaille d'or du Prix de la langue française.

## Publications
- Ce fut la guerre..., Paris, Bruxelles : Vermaut, 1930. - 191 p. : ill.; 19 cm x 12 cm (BA 32.152)
- Face à l'occupant : Belgique, terre de liberté et de résistance, Bruxelles : L'Armée-La Nation, 1948. - 28 p. : ill., facs.; 4° (BB B 8/59)
- Figures de Belges et têtes de Boches, Courtrai : Vermaut, 1928. - 253 p. : ill.; 12° (BA B0271)
- La Douleur qui rit : pages détachées du Carnet d'un forçat de guerre, Courtrai : Vermaut, 1927. - 174 p. : ill.; 12° (BA B0058) ; et Bruxelles : chez l'auteur, 1927. - 174 p. : ill.; 12° (BA B0280)
- La Geste du Mouvement national belge, Bruxelles : La Voix des Belges, 1948. - 39 p. : ill. (BB B 8/12)
- La Marche au poteau, Courtrai : Vermaut, 1930. - 187 p. : ann., ill.; 12° (BA B066)
- Le Mort survivant, Bruxelles : Joseph Vermant, 1925. - 26 p. : ill. ; 8°. (BB B 25/35)
- Match David-Goliath, Bruxelles : La Lecture au Foyer / Dewit, 1927. - 72 p. : ill.; 8° (BA B0362)
- « Panorama de la Résistance » in Le Flambeau, revue belge des questions politiques et littéraires, 1940-1947. Bruxelles, s.d., p. 371-383. (BA B0353)
- Panorama de la Résistance belge, Bruxelles : La Voix des Belges, 1948. - 20 p. ; 16° (BB B 8/47)

## Hommages
- Une avenue porte son nom à Etterbeek. Une plaque commémorative, œuvre de Dolf Ledel, a été appliquée à l'entrée de cette avenue avec l'inscription « COLONEL CAMILLE JOSET MCMLIV » ;
- Il  y a aussi une rue Camille Joset à Rossignol et à Soumagne (Chaussée Colonel Joset).

## Distinctions
- Grand-croix de l'ordre de Léopold II ;
- Grand officier de l'ordre de Léopold avec liserés d'or ;
- Grand officier de l'ordre de Saint-Grégoire-le-Grand (Vatican) ;
- Commandeur de la Légion d'honneur (France) ;
- Ordre de l'Empire britannique à titre civil : commandeur (Angleterre) ;
- Citation à l'ordre du jour de la Nation ;
- Médaille d'or du Prix de la langue française.